# Pallacanestro ai XV Giochi del Mediterraneo
I tornei di pallacanestro ai XV Giochi del Mediterraneo hanno visto scontrarsi 8 squadre per la competizione maschile e 6 squadre per quella femminile. In entrambi i casi vennero creati due gironi per la fase eliminatoria che aveva lo scopo di selezionare le quattro squadre per i quarti di finale. I team non classificati per la fase successiva si sono scontrati nelle finali per 7º e 8º posto, e per 5º e 6º posto. Vennero premiate con la medaglia d'oro l'Italia per le gare maschili, e la Turchia per quelle femminili.
Tutte le partite di basket furono organizzate nel Palazzetto dello Sport di El Ejido.